# Slide It In
Albums de Whitesnake
Saints & Sinners
(1982) 1987
(1987)
Singles
1. Guilty of Love
Sortie : 13 novembre 1983
2. Give Me More Time
Sortie : 1er janvier 1984
3. Standing in the Shadow
Sortie : 26 mars 1984
4. Love Ain't No Stranger
Sortie : 1984

Slide It In est le sixième album studio du groupe Whitesnake sorti en 1984.

## Historique
L'enregistrement de cet album est marqué par un important changement de musiciens : Cozy Powell au lieu de Ian Paice à la batterie, Mel Galley au lieu de Bernie Marsden à la guitare, et Colin Hodgkinson au lieu de de Neil Murray à la basse.
Paru en janvier 1984 en Europe, il est remixé pour la sortie américaine à la demande du nouveau label Geffen sous la houlette de Keith Olsen. En outre, John Sykes réenregistre toutes les parties de guitare de Micky Moody, Neil Murray, celles de basse de Colin Hodgkinson, et Bill Cuomo, celles de claviers de Jon Lord.
A l'issue de cet album, le guitariste Micky Moody quitte le groupe fin 1983, Colin Hodgkinson est remercié début 1984, Jon Lord s'en va en avril  pour reformer Deep Purple, Mel Galley se blesse à la main lors de la tournée européenne et quitte lui aussi le groupe. Neil Murray revient alors en compagnie du guitariste John Sykes.
L'album entre dans les charts britanniques à la 9e place et la 42e place du Billboard 200 aux États-Unis où l'album sera certifié double disque de platine en juillet 1992.
Slide It In ressort en 2009 pour le 25e anniversaire sous forme de Digipack avec un DVD contenant des vidéos officielles et des prestations en public.

## Liste des titres

### Version originale
Vinyle – Carrere (66085,  France)
| 1. | Gambler                | David Coverdale, Mel Galley | 3:58 |
| 2. | Slide It In            | Coverdale                   | 3:18 |
| 3. | Standing in the Shadow | Coverdale                   | 3:30 |
| 4. | Give Me More Time      | Coverdale, Galley           | 3:41 |
| 5. | Love Ain't No Stranger | Coverdale, Galley           | 4:12 |

| 6.  | Slow An' Easy   | Coverdale, Micky Moody | 6:07 |
| 7.  | Spit It Out     | Coverdale, Galley      | 4:14 |
| 8.  | All or Nothing  | Coverdale, Galley      | 3:36 |
| 9.  | Hungry for Love | Coverdale              | 3:56 |
| 10. | Guilty of Love  | Coverdale              | 3:21 |

### Version américaine
Vinyle – Geffen Records (GHS 4018,  États-Unis)
| 1. | Slide It In            | 3:20 |
| 2. | Slow An' Easy          | 6:08 |
| 3. | Love Ain't No Stranger | 4:18 |
| 4. | All or Nothing         | 3:40 |
| 5. | Gambler                | 3:58 |

| 6.  | Guilty of Love         | 3:24 |
| 7.  | Hungry for Love        | 3:28 |
| 8.  | Give Me More Time      | 3:42 |
| 9.  | Spit It Out            | 4:26 |
| 10. | Standing in the Shadow | 3:42 |

### 25th Anniversary Edition
1. Slide It In – 3:20
2. Slow an' Easy – 6:08
3. Love Ain't No Stranger – 4:18
4. All or Nothing – 3:40
5. Gambler – 3:58
6. Guilty of Love – 3:24
7. Hungry for Love – 3:28
8. Give Me More Time – 3:42
9. Spit It Out – 4:26
10. Standing in the Shadow – 3:42
11. Need Your Love So Bad (face B single)(Little Willie John) -3:14
12. Gambler (UK Mix)– 3:57
13. Slide It In (UK Mix)– 3:20
14. Standing in the Shadow (UK Mix) – 3:32
15. Give Me More Time (UK Mix)– 3:41
16. Slow an' Easy (UK Mix) – 6:09
17. Spit It Out – (UK Mix) - 4:11
18. All or Nothing – (Uk Mix) - 3:34
19. Guilty of Love (UK Mix) – 3:18
20. Love Ain't no Stranger (version de Starkers of Tokyo) - 3:15

| 1. | Guilty of Love (vidéo promo)                              | Lindsey Clennell               | 3:17 |
| 2. | Slow an' Easy (vidéo promo)                               |                                | 4:16 |
| 3. | Love Ain't No Stranger (vidéo promo)                      | Mark Rezyka                    | 4:33 |
| 4. | Guilty of Love (Donnington 1983)                          | Geoff Kempin, Lindsey Clennell | 4:18 |
| 5. | Love Ain't no Stranger (Starkers of Tokyo)                |                                | 3:17 |
| 6. | Give Me More Time (Top of the Pops 19 janvier 1984)       | Michael Hurll                  | 3:37 |
| 7. | Love Ain't no Stranger (Live...In the Still of the Night) | Hamish Hamilton                | 4:28 |

## Musiciens
| Version britannique - David Coverdale : chant - Mel Galley : guitare et chœurs - Micky Moody : guitare - Colin Hodgkinson : basse - Jon Lord : claviers - Cozy Powell : batterie | Version américaine - David Coverdale : chant - Mel Galley : guitare et chœurs - John Sykes : guitare - Neil Murray : basse - Bill Cuomo : claviers - Cozy Powell : batterie |

## Charts & certification

### Album

#### Charts
| Pays                                 | Durée du classement | Meilleur classement | Date            |
| ------------------------------------ | ------------------- | ------------------- | --------------- |
| Allemagne (GfK Entertainment)        | 14 semaines         | 14e                 | 26 février 1984 |
| États-Unis (Billboard 200)           | 85 semaines         | 40e                 | 25 août 1984    |
| Norvège (VG-lista)                   | 3 semaines          | 11e                 | 27 février 1984 |
| Nouvelle-Zélande (RMNZ Albums Top40) | 1 semaine           | 46e                 | 22 avril 1984   |
| Royaume-Uni (UK Albums Chart)        | 7 semaines          | 9e                  | 5 février 1984  |
| Suède (Sverigetopplistan)            | 7 semaines          | 12e                 | 6 mars 1984     |
| Suisse (Schweizer Hitparade)         | 6 semaines          | 12e                 | 26 février 1984 |

| Pays                                  | Durée du classement | Meilleur classement | Date         |
| ------------------------------------- | ------------------- | ------------------- | ------------ |
| Belgique (V) (Ultratop)               | 1 semaine           | 144e                | 16 mars 2019 |
| Belgique (W) (Ultratop)               | 2 semaines          | 45e                 | 16 mars 2019 |
| Écosse (Scottish Album Chart)         | 1 semaine           | 20e                 | 15 mars 2019 |
| Espagne (Promusicae )                 | 1 semaine           | 63e                 | 17 mars 2019 |
| Royaume-Uni (UK Rock and Metal Chart) | 4 semaines          | 1er                 | 15 mars 2019 |

#### Certifications
| Pays       | Certification | Ventes      | Date            |
| ---------- | ------------- | ----------- | --------------- |
| États-Unis | 2 × Platine   | 2 000 000 + | 24 juillet 1992 |

## Singles
| Single                 | Chart                    | Durée du classement | Position | Date              |
| ---------------------- | ------------------------ | ------------------- | -------- | ----------------- |
| Guilty of Love         | (UK Singles Chart)       | 5 semaines          | 31e      | 14 août 1983      |
| Give Me More Time      | (UK Singles Chart)       | 4 semaines          | 29e      | 15 janvier 1984   |
| Give Me More Time      | (IRMA)                   | 1 semaine           | 27e      | 22 janvier 1984   |
| Standing in the Shadow | (UK Singles Chart)       | 3 semaines          | 62e      | 22 avril 1984     |
| Slow and Easy          | (Mainstream Rock Tracks) | 16 semaines         | 17e      | 28 juillet 1984   |
| Love Ain't No Stranger | (UK Singles Chart)       | 4 semaines          | 44e      | 10 février 1985   |
| Love Ain't No Stranger | (Mainstream Rock Tracks) | 9 semaines          | 33e      | 15 septembre 1984 |